# Hans Nordin (författare)
Hans Nordin, född 1952, är en svensk programledare, författare och skribent inom sportfiske.  
Nordin har medverkat i över 40 program i Sveriges Television och TV4. Han är en regelbunden medarbetare i Fiskejournalen sedan 1987.  
nordins böcker har översatts och utgivits i Ryssland, Finland, Tyskland och Nordamerika. Han har flest registrerade storgäddor 1971–2007. 

## TV-program
- 1989-91 Fisketur i Sommarlov Sveriges Television. Programledare och medförfattare till manus. Filmare och producent Börje Peratt
- 1999-2001 Nordic Good Fishing, TV-serie Sveriges Television Mitt i Naturen. Filmare och producent Börje Peratt
- 2004/05 Jakt och Fiske, TV-serie, TV4
- 2004 Skärgårdstugg, TV-serie, TV4
- 2011 Fiska lite djupare, TV-serie, avsnitt 5, TV4 Sport [1].

## Video
- 2002 Modernt Ismete med Hans Nordin. Instruktionsvideo. Filmare och producent Börje Peratt
- 2001 Live-bait, Gösmete året runt. Instruktionsvideo. Filmare och producent Börje Peratt

## Böcker
- 1995 Vobbler, egen tillverkning för ett roligare sportfiske. Publicerad i Sverige [2] och Tyskland, Österrike, Schweiz [3]
- 2001 Modernt ismete. Publicerat i Sverige [4], Finland[5], Nordamerika /USA[6], Ryssland [7].

## Utmärkelser
- 1989 Tilldelades Hedersstatyn, Svenska Sportfiskeförbundet för insatsen som programledare i TV-serien Fisketur 1989.
- 2006 Guldborren för insatser för svensk isfiske. Bios, Mora of Sweden, Fiskejournalen, Svenska Sportfiskeförbundet.